# Контоев, Герман Степанович
Герман Степанович Контоев (род. 28 ноября 1971 года, Хабаровск, Россия) — российский и белорусский борец вольного стиля, чемпион мира в Софии (2001), серебряный призёр чемпионата Европы (1998), серебряный призер Кубка мира в командном и личном зачёте (1993), призёр чемпионатов РСФСР, Российской Федерации (1991, 1992, 1993). Старший брат борца Александра Контоева.
Также является серебряным медалистом чемпионата мира среди студентов (1996) и Игр Балтийского моря (1997). Участник Олимпийских игр в Сиднее (4 место) и Афинах (15 место).
Победитель международных турниров в Якутске (дважды), Монголии, Польше (дважды), США, Беларуси (пять раз), Греции, Словакии, Германии.
До 1995 года выступал за Россию. Тренировался у Василия Уварова. В 1992 году окончил Училище олимпийского резерва г.Якутска и 2002 году окончил институт физкультуры и спорта Якутского государственного университета (ныне Северо-Восточный федеральный университет).

## Награды и звания
- Заслуженный мастер спорта Республики Беларусь
- Почётный гражданин Горного улуса[3]
- Почётный гражданин Мегино-Кангаласского улуса (2000)[4]